# Cryptosiphum innokentyi
Cryptosiphum innokentyi är en insektsart. Cryptosiphum innokentyi ingår i släktet Cryptosiphum och familjen långrörsbladlöss. Inga underarter finns listade i Catalogue of Life.